# Sumub Lor
Sumub Lor is een bestuurslaag in het regentschap Pekalongan van de provincie Midden-Java, Indonesië. Sumub Lor telt 3838 inwoners (volkstelling 2010).